# Чак, Александр
Александр Чак (Чакc, латыш. Aleksandrs Čaks, настоящее имя Александр Чадарайнис, латыш. Aleksandrs Čadarainis; 27 октября 1901 года, Рига — 8 февраля 1950 года, там же) — латвийский писатель и поэт, писавший на латышском языке.

## Биография
Родился на Невской улице в центре Риги, в православной семье портного Яниса Чадарайниса и его жены Эмилии.
С 1911 по 1914 год учился в Рижской Александровской гимназии, где впервые стал интересоваться философией, в особенности трудами Иммануила Канта, Артура Шопенгауэра, Фридриха Ницше, Гегеля, Иоганна Фихте, Герберта Спенсера и Анри Бергсона.
В 1917 году выходит его первое патриотическое стихотворение «Jel celies, Latvija, tu svētā».
В 1918 году поступил в Московский университет на медицинский факультет. Там же активно участвовал в литературных вечерах и дискутировал вместе с футуристами.
В 1920 году его как студента медицинского факультета призвали в Красную армию. 15 ноября того же года Чак вступил в Коммунистическую партию, состоял в партийной организации 25-го Пензенского пехотного полка. В 1921 году прошёл курс обучения в Партийной школе Пензенской губернии. Работал редактором саранской газеты «Путь коммунизма» до июня 1922 года. В том же году вместе с демобилизованными латышскими красными стрелками Чак вернулся в Латвию. Но его аттестат о среднем образовании, полученном в России, оказался недействителен в Латвии. Чак был вынужден заново пройти учебный курс в Риге, а затем снова поступить на медицинский факультет Латвийского университета. Однако окончить университет ему не удалось.
С 1922 по 1937 год проживал на улице Марияс (д. 51) вместе с родителями.
В 1925 году Чак получил право заниматься преподавательской деятельностью на территории Латвии, чем и занимался следующие два года. Параллельно писал стихи. В 1928 году основал литературный журнал «Лира молодых», состоял в обществе «Зелёная ворона», был секретарем профсоюза писателей, а также членом совета председателей журнала «Мысли». За поэму «Mūžības skartie» (1937—1939) получил премию имени Анны Бригадере.
С 1939 по 1940 год работал в журнале «Atpūta».
С 1937 по 1950 год, вплоть до последних своих дней, проживал по адресу ул. Лачплеша, 48/50, в квартире № 14.
В 1941 году был принят в Союз писателей.
Во время немецкой оккупации произведения Чака не публиковались. В это время сочиняет пьесу «Matīss, kausu bajārs» (1943) и поэму «Spēlē, spēlmani» (1944).
После окончания войны, в 1946 году, Чаку разрешили заниматься писательской и редакторской деятельностью, однако ненадолго. Сразу же в его адрес полился поток критики как со стороны противников советской идеологии, так и со стороны сторонников СССР. Поэт очень тяжело переживал происходящее.
В результате постоянных переживаний Чак заболел и 8 февраля 1950 года скончался от инфаркта в возрасте 48 лет. Похоронен на кладбище Райниса в Риге.

## Творчество
Главной тематикой произведений Чака был город. Большинство его стихотворений пропитаны любовью и привязанностью к Риге, её улицам, тротуарам, мостам, уличным фонарям, автомобилям, киоскам и даже к городским утренним газетам.
Первой публикацией было стихотворение «Сны» (латыш. Sapņi), опубликованное в журнале «Latvijas Kareivis». Свой первый сборник стихов А. Чак издал в 1925 году. Сборник был посвящён городу Риге.

#### В переводах
- На высоком берегу. М., Советский писатель, 1949
- Лестницы. Рига, Латвийское государственное издательство, 1964
- Сердце на тротуаре. М., Художественная литература, 1966
- Игра жизнью: Рассказы. Рига, «Лиесма» (1971)
- Кленовый лист. Рига, «Лиесма» (1972)
- Бутыль с муравьиной настойкой. Рассказы.— М., Художественная литература, 1975
- Selected poems / Preface and selection by Arvīds Grigulis; translated by Ruth Speirs. (1979)
- Зеркала воображения. Рига, Лиесма, 1981
- Соловей поет басом. — М., Художественная литература, 1986. — 336 с., 15 000 экз.
- Серце на тротуарі. «Астролябія» (2012)
- Зеркала фантазии. «Русский Гулливер» (2013)
- Выбраныя вершы. «Зміцер Колас[тарашк.]» (2017)

## Память

Памятник А. Чаку в Риге

- В честь писателя часть улицы Марияс в Риге названа улицей Александра Чака. На этой улице, в Зиедоньдарзсе, установлен памятник А. Чаку.
- После смерти писателя в его доме на улице Лачплеша был открыт музей Александра Чака.